# Friedrich Kayßler
Friedrich Kayßler, född 7 april 1874 i dåvarande Neurode (Nowa Ruda, Polen), död 30 april 1945 i Kleinmachnow, var en tysk skådespelare och författare. Kayßler medverkade som skådespelare i över 50 tyska filmer, men var främst en teaterskådespelare, bland annat vid Deutsches Theater.
Som skådespelare vid olika Berlinscener gjorde sig Kayßler känd genom en rad stilfullt genomförda, stora roller, såsom Faust, Kung Lear, Goethes Goetz och Den okände i Till Damaskus. I yngre år bedrev han även filosofiska universitetsstudier, skrev och bearbetade skådespel samt utgav en del dikter jämte en undersökning av skådespelarkonsten, Von Menschentun zu Menschentum (1933).

## Filmografi, urval
- 1934 – Guld
- 1935 – Den sönderslagna krukan
- 1938 – Anna Favetti
- 1938 – Försvunnen i storstaden
- 1940 – Friedrich Schiller – Der Triumph eines Genies
- 1942 – Folket vid floden